# Йоан Винкомал
Флавий Йохан Винкомал (на средногръцки: Φλάβιος Ίωάννης Βιγκόμαλος, на латински: Flavius Ioannes Vincomalus) е политик на Източната Римска империя през V век.
През 451 и 452 година той е магистър на официите на Изтока. През 453 година той е консул заедно с Опилион на Запад.